# Cyathea rufa
Cyathea rufa är en ormbunkeart som först beskrevs av Fée, och fick sitt nu gällande namn av David Bruce Lellinger. Cyathea rufa ingår i släktet Cyathea och familjen Cyatheaceae. Inga underarter finns listade.